# Maculisclerotica
Maculisclerotica is een geslacht van vlinders uit de familie echte motten (Tineidae). De wetenschappelijke naam van het geslacht is voor het eerst geldig gepubliceerd in 2009 door Yun-Li Xiao & Hou-Hun Li.
De typesoort is Maculisclerotica triangulidens Xiao & Li, 2009

## Soorten
- Maculisclerotica curvispinea
- Maculisclerotica triangulidens
- Maculisclerotica truncatidens